# Skeleton tank
A Skeleton Tank (csontváz harckocsi) egy amerikai kísérleti harcjármű volt az első világháború során. A prototípust a Minnesota állambeli Pioneer Tractor Company készítette el. Sajátos formáját csővázas merevítése adta, aminek célja a harckocsi súlyának lehető legkisebbre csökkentése volt. A konstrukció hibája az alulpáncélozottságból adódó sebezhetőség és az alulfegyverzettség volt. A harcokban nem vett részt.

## Külső hivatkozások
- U.S. Army Ordnance Museum hivatalos weboldala